# إدوين سميث (لاعب كريكت)
إدوين سميث (2 يناير 1934 في المملكة المتحدة - )  (بالإنجليزية: Edwin Smith)‏ هو لاعب كريكت بريطاني. لعب مع نادي مقاطعة ديربيشاير للكريكت ‏.

## وصلات خارجية
- ادوين سميث على موقع إي آس بي آن كريك إنفو (الإنجليزية)